# 海上浮城
《海上浮城》（英語：Dead Pigs）是一部2018年中美合拍的喜劇劇情片，由閻羽茜執導，贾樟柯監制，鄔君梅、李淳、薩琪·畢茲、杨皓宇、李梦等人主演，阿里影业、寰亚电影、北京文化联合出品。該電影在上海市拍攝，於2019年1月上映。該影片根據黄浦江死猪漂流事件改編，講述的是猪农老王的故事。 